# Flaviano II de Antioquía
Flaviano II de Antioquia, el patriarca de Antioquía entre 498 y 512, fue elegido por el emperador Anastasio I Dicoro para suceder a Paladio, que había ocupado la cátedra arzobispal durante dos años.

## Historia
Durante el conflicto entre los calcedonianos y los no calcedonianos por la sede de Antioquía, Flaviano intentó agradar a ambos bandos a través de una propuesta a medio camino entre ellos, pero fue inducido, después de grandes vacilaciones, a recoger la petición de Anastasio I para que aceptara el henotikon, el decreto de unión emitido por el emperador Zenón I. Esta decisión le conllevó el anatema del Patriarca de Constantinopla. Aun así, estallaron revueltas alrededor de 511 d. C. entre los dos partidos en las calles de Antioquía y la simpatía de Anastasio por la creencia no calcedoniana llevó a Flaviano a perder el apoyo imperial. A continuación, fue convocado el sínodo de Sídon en 512 d. C. por los ortodoxos orientales, que resultó definitivo para la caída de Flaviano II, que acabó sustituido por Severo y proscrito a la ciudad de Petra, donde murió en 518 d. C.
Flaviano fue canonizado por la Iglesia Ortodoxa y, después de alguna oposición, también por la Iglesia Católica.